# لجت، خاچماز
لجت (به ترکی آذربایجانی: Ləcət) یک منطقه مسکونی در جمهوری آذربایجان است که در شهرستان خاچماز واقع شده‌است. لجت ۲۶۳۷ نفر جمعیت دارد.